# Verwallgruppe
Verwallgruppe (także Verwall, Ferwallgruppe) – pasmo górskie w Alpach Centralnych, części Alp Wschodnich. Leży w Austrii. Pasmo rozciąga się równoleżnikowo na obszarze dwóch krajów związkowych: Tyrolu i Vorarlbergu.
Pasmo sąsiaduje z: Lechquellengebirge i Alpami Lechtalskimi na północy, Samnaungruppe na wschodzie, Silvrettą na południu, Rätikonem na zachodzie.
Najwyższe szczyty to:
- Hoher Riffler, 3168 m,
- Kuchenspitze, 3148 m,
- Küchlspitze, 3147 m,
- Blankahorn, 3129 m.